# Mieres (extrarradio)
Mieres (Extrarradio) es una parroquia del concejo de Mieres en la comarca del Caudal, Principado de Asturias, España.

## Geografía
La parroquia posee una extensión de 7,39 km² y suma 1231 habitantes en 2023. Compriende la superficie de la antigua parroquia de Mieres excluyendo a la villa homónima y consta de un total de 50 núcleos de población según el nomenclátor de 2023.

## Núcleos de población
Hay 50 núcleos de población en la parroquia aunque en 2023, había 10 que se encontraban deshabitados:
| Núcleo               | Nombre oficial        | Pob (2023) | Datos INE | Altitud (m.) | Km a Mieres |
| -------------------- | --------------------- | ---------- | --------- | ------------ | ----------- |
| Les Abeyes           | Les Abeyes            | 0          | [ 4 ]     | s.d.         | 3,2         |
| Aguaín               | Aguaín                | 35         | [ 5 ]     | 200          | 0,8         |
| Arriondo             | Arriondo              | 205        | [ 6 ]     | 250          | 1           |
| La Barca             | La Barca              | 0          | [ 7 ]     | 230          | 2           |
| La Belonga           | La Belonga            | 9          | [ 8 ]     | 220          | 0,5         |
| Brañanoveles         | Brañanoveles          | 16         | [ 9 ]     | 520          | 5           |
| Bustiello            | Bustiello             | 0          | [ 10 ]    | 340          | 0,5         |
| Camino de la Mariana | El Camín de Mariana   | 15         | [ 11 ]    | 370          | 1           |
| Camino de la Quinta  | El Camín de la Quinta | 17         | [ 12 ]    | 280          | 1           |
| La Campeta           | La Campeta            | 32         | [ 13 ]    | 230          | 0,5         |
| El Cantiquín         | El Cantiquín          | 22         | [ 14 ]    | 555          | 5,4         |
| Carbonero            | El Carboniru          | 4          | [ 15 ]    | 550          | 3,3         |
| Cargadero Viejo      | El Cargaeru           | 9          | [ 16 ]    | 198          | 0,6         |
| El Carrilón          | El Carrilón           | 0          | [ 17 ]    | 230          | 3,2         |
| Las Casetas          | Les Casetes           | 8          | [ 18 ]    | 380          | 1,8         |
| La Coca              | La Coca               | 6          | [ 19 ]    | 250          | 1,3         |
| Corujas              | Les Curuxes           | 1          | [ 20 ]    | 450          | 3           |
| Cuarteles de Mariana | Cuarteles de Mariana  | 9          | [ 21 ]    | 450          | 3,4         |
| Cuestavil            | Costabil              | 26         | [ 22 ]    | 250          | 2,3         |
| La Depata            | Laipata               | 16         | [ 23 ]    | 400          | 2,7         |
| Depósito de Agua     | La Ferraúra           | 0          | [ 24 ]    | 300          | 1           |
| Fuente de les Xanes  | La Fonte les Xanes    | 6          | [ 25 ]    | 300          | 1,5         |
| Ladredo              | Lladreo               | 36         | [ 26 ]    | 358          | 0,7         |
| Llana Argüello       | La Yana'l Güiyu       | 6          | [ 27 ]    | 400          | 3           |
| Mariana              | Mariana               | 1          | [ 28 ]    | 340          | 2           |
| La Matinada          | La Matiná             | 12         | [ 29 ]    | 580          | 2,7         |
| Murias               | Muries                | 209        | [ 30 ]    | 240          | 1,8         |
| Pedrazos             | Pedrazos              | 0          | [ 31 ]    | 550          | 2,8         |
| Pedrova              | Pedroba               | 2          | [ 32 ]    | 210          | 2,4         |
| El Plano             | El Plano              | 7          | [ 33 ]    | 230          | 0,6         |
| La Quinta            | La Quinta             | 17         | [ 34 ]    | 320          | 1,7         |
| La Raíz              | La Raíz               | 37         | [ 35 ]    | 350          | 2,3         |
| El Requintín         | Requintín             | 3          | [ 36 ]    | 480          | 4           |
| Resenche             | Resenche              | 3          | [ 37 ]    | 300          | 2,3         |
| Rosamiana            | Rosamiana             | 3          | [ 38 ]    | 280          | 1,5         |
| La Rotella           | La Rotella            | 0          | [ 39 ]    | 200          | 1,5         |
| Rozada de Bazuelo    | Rozaes de Bazuelo     | 57         | [ 40 ]    | 500          | 2           |
| Salto del Agua       | El Saltu l'Agua       | 4          | [ 41 ]    | 250          | 1,8         |
| Somerón              | El Somerón            | 40         | [ 42 ]    | 300          | 2,4         |
| Tablado              | Tablao                | 34         | [ 43 ]    | 600          | 2,5         |
| La Tejera de Bazuelo | La Teyera Bazuelo     | 3          | [ 44 ]    | 300          | 2           |
| Terceros de Mariana  | Terceros de Mariana   | 0          | [ 45 ]    | 410          | 2           |
| Les Vallines         | Les Vallines          | 11         | [ 46 ]    | 3500         | 0,6         |
| Villaconejos         | Les Villes de Riba    | 4          | [ 47 ]    | 280          | 0,6         |
| Polear               | El Poliar             | 303        | [ 48 ]    | 209          | 1           |